# ذراع النمر (إب)

تعديل مصدري - تعديل

ذراع النمر محلة تابعة لقرية ذى محبش، التابعة لعزلة حرد بمديرية إب إحدى مديريات محافظة إب في الجمهورية اليمنية.، بلغ تعداد سكانها 21 حسب تعداد اليمن لعام 2004.